# Communauté de communes Les Terres d'Yèvre
La communauté de communes les Terres d'Yèvre est une ancienne communauté de communes française, située dans le département du Cher.
En 2017, les communautés de communes Les Terres d’Yèvre et Les Vals de Cher et d’Arnon fusionnent pour former la nouvelle communauté de communes Cœur de Berry.

## Composition
| Nom                     | Code Insee | Gentilé     | Superficie (km2) | Population (dernière pop. légale) | Densité (hab./km2) |
| ----------------------- | ---------- | ----------- | ---------------- | --------------------------------- | ------------------ |
| Mehun-sur-Yèvre (siège) | 18141      | Mehunois    | 24,45            | 6 717 (2014)                      | 275                |
| Allouis                 | 18005      | Allouisiens | 35,59            | 1 031 (2014)                      | 29                 |
| Foëcy                   | 18096      | Foecéens    | 16,21            | 2 074 (2014)                      | 128                |

## Compétences
- Aménagement de l'espace - Schéma de cohérence territoriale (SCOT) (à titre obligatoire)
- Développement et aménagement économique
  - Création, aménagement, entretien et gestion de zone d'activités industrielle, commerciale, tertiaire, artisanale ou touristique (à titre obligatoire)
  - Tourisme (à titre obligatoire)
- Développement et aménagement social et culturel
  - Activités culturelles ou socioculturelles (à titre facultatif)
  - Construction ou aménagement, entretien, gestion d'équipements ou d'établissements culturels, socioculturels, socioéducatifs, sportifs (à titre optionnel)
- Énergie - Production, distribution d'énergie (à titre facultatif)
- Environnement
  - Assainissement collectif (à titre facultatif)
  - Assainissement non collectif (à titre facultatif)
  - Protection et mise en valeur de l'environnement (à titre optionnel)
- Sanitaires et social
  - Action sociale (à titre optionnel)
  - Aide sociale facultative (à titre facultatif)
- Autres
  - Acquisition en commun de matériel (à titre facultatif)
  - Centralisation des moyens de sécuristion des biens communaux, par l'emploi de personnels communautaires ou le recours à des prestataires extérieurs (à titre facultatif)

## Historique
- 28 juillet 2005 : extension des compétences (collections musée de la porcelaine à Foëcy)
- 4 décembre 2002 : création de la communauté de communes et du bureau
- 27 février 2002 : arrêté de périmètre

## Sources
- Le splaf - (Site sur la Population et les Limites Administratives de la France)
- La base aspic - (Accès des Services Publics aux Informations sur les Collectivités)
- La communauté de communes sur le site de la ville de Mehun-sur-Yèvre.